# Gianvito Plasmati
Gianvito Plasmati (Matera, Italia; 28 de enero de 1983) es un futbolista italiano. Nacido en Matera, Plasmati comenzó su carrera en Ferrandina Calcio en 1999, antes de pasar a su compañero de la Serie D del club FC Matera en 2000. Luego jugó para Virtus Locorotondo de la Serie D a partir de septiembre de 2000, hasta junio de 2001, cuando fichó por el Calcio Chieti.

## Chieti
En junio de 2001, se fue a Plasmati Calcio Chieti del italiano Serie C1, tras varias exhibiciones impresionantes en sus primeros años por sus clubes anteriores. El delantero hizo solo 5 partidos con el club entre 2001 y 2003. Su falta de tiempo de juego se fue el jugador frustrado y en el verano de 2003, él cambiaría clubes una vez más.

## Brindisi
En julio de 2003, Plasmati firmó oficialmente para Brindisi, un club y luego competir en el italiano Serie C2. Permaneció en el club por una temporada, después de otra campaña decepcionante. El joven delantero no pudo anotar en tan solo 4 apariencias. Él era la transferencia de la lista en enero, pero no pudo asegurar una transferencia, antes de finalmente fichar por el club de Sicilia Ragusa en julio de 2004.

## Ragusa
Plasmati unió al club de la Serie C2, y finalmente consiguió el tiempo de juego regular. Pasó la temporada jugando como delantero centro y anotó 7 goles en 27 partidos de liga. El club siciliano dio Plasmati su temporada más exitosa de su carrera hasta el momento. Después de su forma impresionante, pero el fracaso de Ragusa, Plasmati transferido de vuelta al continente con Andria.

## Andria
En agosto de 2005, Plasmati fue presentado oficialmente como una firma de Andria, un club también en la Serie C2. Plasmati obtener tiempo de juego regular para otra temporada y llegó a anotar un bastante impresionantes 12 goles en 31 partidos de liga. Tras 2 temporadas impresionantes, back-to-back, el gran delantero fue adquirido por el recién ascendido Serie A lado, el Calcio Catania.

## Catania
El 7 de julio de 2006, Plasmati fue firmado por el Catania en la oferta copropiedad. El club estaba ascendido a la máxima categoría italiana después de un segundo puesto en la Serie B . Plasmati se creó para asegurar su primera temporada en la Serie A , pero el 8 de agosto de 2006, fue enviado a préstamo al club de la Serie B Crotone . El delantero se las arregló su Serie B debut, pero no pudo hacer un impacto en su nuevo club, por lo que solo 9 de las apariencias. Tras el período de préstamo por debajo de la media, Volvió a Catania el 31 de enero de 2007. Se quedó con su club para el resto de la 2006-07 Serie A la temporada, haciendo su debut en la liga el 7 de abril de 2007, en un partido contra Roma. Esto resultó ser su única aparición durante la duración de la temporada, ya que él estaba detrás de Giuseppe Mascara, Gionatha Spinesi, Giorgio Corona, Takayuki Morimoto, y Fausto Rossini en el orden jerárquico.
Después de una temporada de debut pobres en la Serie A, Foggia adquirió la participación restante del contrato del delantero de Andria BAT. Ahora en copropiedad entre Catania y Foggia, el jugador se fue a jugar a este último, e hizo 15 partidos de la Serie C1 con solo 2 goles. Para la segunda mitad de la campaña, Catania y Foggia acordaron enviar el jugador cedido al Taranto Sport, junto con su compañero de equipo Catania Adriano Mezavilla. Con su nuevo club, Plasmati anotó un impresionante 7 goles en solo 13 juegos, y en junio de 2008, fue comprado de plano por el club siciliano.
Fue confirmado por el director técnico de Catania Walter Zenga para la temporada 2008-09, tras la compra de la parte restante de su contrato de Foggia. Plasmati anotó su primera Serie A de peligro en el San Siro, Milán, en una pérdida de 1-2 para los más recientes campeones Internazionale. Segundo de la Serie A Plasmati gol fue contra otra potencia italiano F.C Juventus en un empate 1-1 en Turín. El delantero logró 13 apariciones durante la primera parte de la temporada, pero fue enviado a préstamo a la Serie A los rivales Atalanta para el resto de la temporada por Zenga.
En el verano de 2010 fue expulsado de la plantilla debido a una gran disputa con el club: el jugador afirma no haber aceptado renovar su contrato y, por tanto, se considera que está en libertad a partir del 30 de junio. La dirección, por su parte, tiene una renovación hasta 2011 en la que se estampa la firma de Plasmati, que cuestiona la autenticidad del documento y apela a la Comisión de Membresía. Un peritaje ordenado el 30 de agosto de 2010 por el Tribunal Federal de Justicia declara que la firma es original, dando razón a Catania. Posteriormente, el abogado del jugador remitió a la Corte una segunda opinión, obteniendo la reapertura del caso y la repetición del examen caligráfico. La sentencia, prevista para mediados de enero de 2011, se produjo solo a mediados de marzo y rechazó la apelación de Plasmati, confirmando la validez del contrato hasta junio siguiente.

## Nocerina, Varese y Vicenza
Liberado, el 3 de agosto de 2011 firmó un contrato de dos años con Nocerina, recién ascendido a la Serie B.
Debutó el 20 de agosto en el partido Génova-Nocerina (4-3), válido para la tercera ronda de la Copa de Italia, anotando el gol del momentáneo 3-2. Marcó su primer gol en liga el 3 de diciembre contra AlbinoLeffe. Se repitió dos semanas después en Padova-Nocerina (2-2), marcando un doblete. En los días siguientes sufre algunos problemas físicos, volviendo a entrenar a mediados de octubre de 2011.
El 31 de enero de 2012 pasa a préstamo con derecho de redención a Varese. Debutó con la nueva camiseta el 10 de marzo en Varese-Empoli (0-1), sustituyendo a Kurtic en el minuto 52. Marcó sus primeros goles con los lombardos el 24 de marzo en Varese-Reggina (2-0), marcando un doblete. Al final de la temporada no se redime, regresando a Nocerina.
El 31 de agosto de 2012 se trasladó definitivamente a Vicenza. Debutó el 9 de septiembre en la Juve Stabia-Vicenza (1-1), jugando de titular y siendo sustituido en el minuto 33 del segundo tiempo por Giacomelli. Marca su primer gol en la liga en la séptima jornada contra el Grosseto.

## El aterrizaje en Lanciano
El 28 de enero de 2013, Virtus Lanciano, en su sitio web oficial, anuncia la participación del atacante. Hizo su debut contra Ascoli el 4 de febrero y marcó por primera vez para los rossoneri en Grosseto el 16 de febrero. El 16 de marzo de 2013 marcó su primer doblete con la camiseta del Abruzzo, en el empate 2-2 en el campo de Empoli.

## El traslado a Siena y la lesión grave
El 22 de enero de 2014, Siena lo compró en su totalidad. Debutó con la camiseta blanca y negra el 27 de enero con motivo del sorteo externo con Crotone. El 1 de febrero, durante el partido en casa contra el Novara, resultó gravemente herido y se rompió el ligamento cruzado anterior de la rodilla izquierda. Al final de la temporada tras la quiebra del club toscano (que reinicia de la Serie D) sigue libre.

## Leyton Orient y segundo regreso a Catania
El 19 de octubre de 2014 firmó contrato hasta final de temporada con Leyton Orient, militante de League One. Hizo su debut el 28 de octubre en la derrota por 2-0 ante Preston, anotando su primer gol de penalti el 15 de noviembre en la derrota por 3-2 ante Gillingham.
El 17 de septiembre de 2015 firmó un contrato anual con el Catania, con quien disputó el campeonato de la Lega Pro. Marcó su primer gol en Catania-Akragas, anotando el 1-1 definitivo en el minuto 88.

## Messina y Matera
En enero de 2017 fue contratado por Messina con quien jugó solo dos partidos por una lesión. Tras estar parado toda la temporada siguiente, en noviembre de 2018 fue contratado por el equipo de su ciudad natal, Matera, con el que debutó marcando el gol de la victoria ante el Viterbese. La aventura con el club en su ciudad natal finaliza en febrero de 2019 debido a la exclusión del club del campeonato por incumplimiento.
- Datos: Q1747433